# Banyas (fiume)

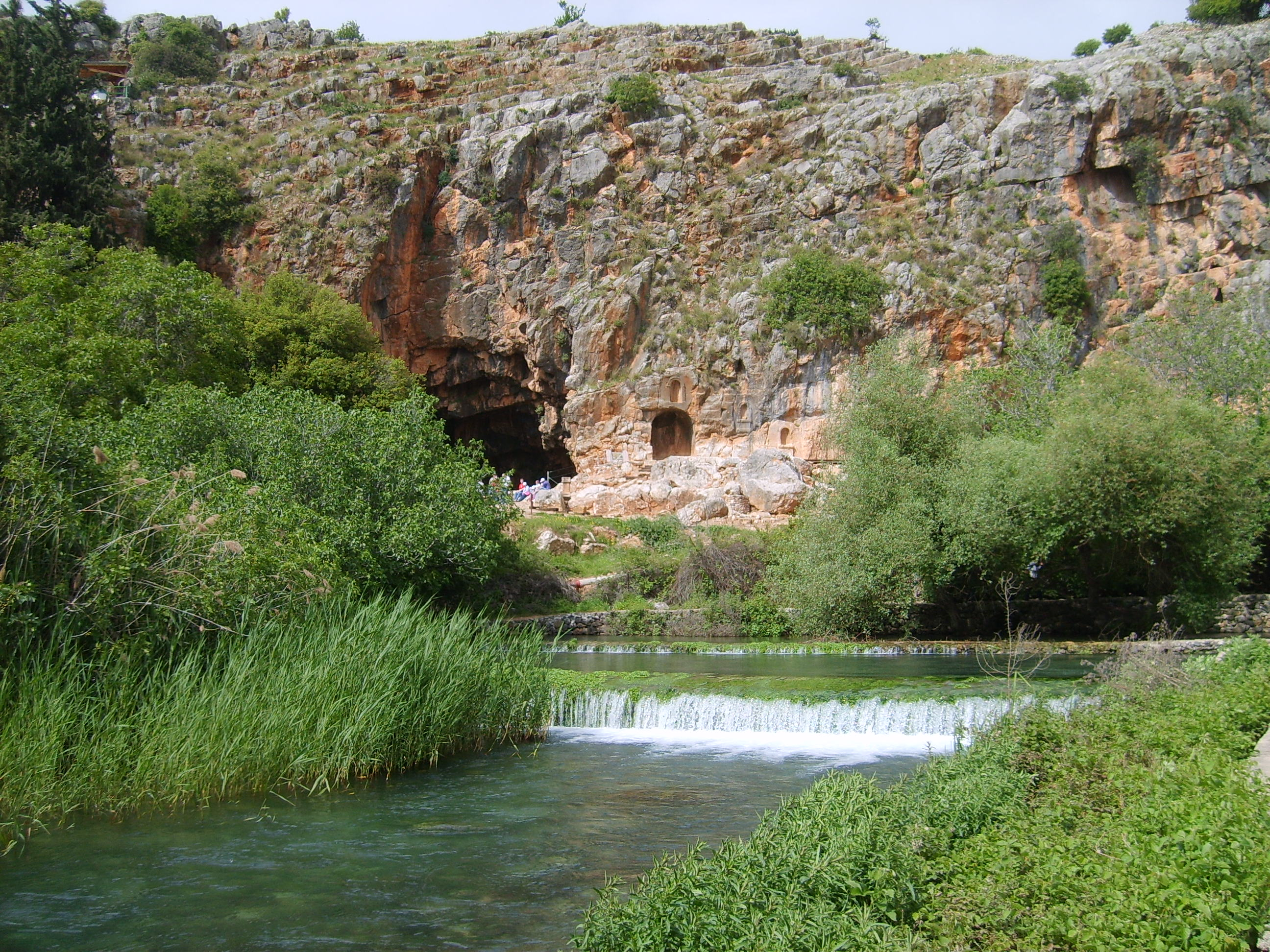
Le sorgenti del Banyas

Il Banyas  è un fiume della Siria e di Israele, lungo circa 15 km, affluente di sinistra del Giordano. Il fiume è noto anche come Nahal Hermon o Nahal Banyas (Nahal  in ebraico significa fiume).

## Il corso del fiume
Il Banyas nasce sul versante sud-ovest del Monte Hermon, in quello che fino al 1967 era territorio siriano e che dopo la guerra dei sei giorni fa parte dei territori occupati da Israele e conosciuti come alture del Golan. La sorgente ha origine in profondità sotto il monte Hermon, le acque scorrono sotto il terreno in sistemi carsici e si manifestano in una località nota come Grotte di Banyas posta a 400 m di altitudine.
Da qui il fiume scende rapidamente di circa 190 metri in 3 km, scavando un profondo canale nella roccia basaltica. A causa della sua velocità l'acqua ha una temperatura che anche in estate non sale oltre i 16 °C. In questo percorso il fiume forma le cascate di Banyas, che pur essendo alte solo 10 metri sono le più belle di Israele. Dopo circa 9 chilometri, il fiume Banyas incontra il fiume Dan e i due fluiscono nel fiume Giordano ad una altitudine di circa 80 m s.l.m.
I principali affluenti del Banyas sono il Nahal Sa'ar, il Nahal Si'on e il Nahal Govta.
La zona delle sorgenti del Banyas, così come il suo percorso fino alla cascata, fanno parte del Parco Nazionale di Hermon.

## Flora
Tutto il bacino del fiume è ricco di vegetazione. Nella parte alta si trovano tutte piante tipiche della macchia mediterranea: 
- quercia spinosa,
- terebinto,
- storace,
- sparzio spinoso,
- alloro.

Più in basso, lungo le due rive del fiume si trovano:
- platani,
- salici,
- pioppi.

## Fauna
La fauna locale consiste in procavie che si possono trovare sulle rocce, colombi che nidificano nelle profondità delle caverne, occasionalmente si può trovare il Picchio Muratore di Roccia (Sitta neumayer).